# Буковица Мала (Дервента)
Буковица Мала је насељено мјесто у општини Дервента, Република Српска, БиХ. Према попису становништва из 1991. у насељу је живјело 207 становника.

## Становништво
Према попису становништва из 1991. године, мјесто је имало 207 становника.
| Демографија | Демографија | Демографија |
| Година      | Становника  | Становника  |
| ----------- | ----------- | ----------- |
| 1961.       | 292         |             |
| 1971.       | 280         |             |
| 1981.       | 222         |             |
| 1991.       | 207         |             |